# Hypercompe ganglio
Hypercompe ganglio là một loài bướm đêm thuộc phân họ Arctiinae, họ Erebidae.